# 精神分析入門
『精神分析入門』（せいしんぶんせきにゅうもん、独: Vorlesungen zur Einführung in die Psychoanalyse, 英: Introductory Lectures on Psychoanalysis）は、オーストリアの精神科医であるジークムント・フロイトにより発表された講義録をまとめた著作である。
心理学者フロイトは精神分析を提唱し、1915年から1917年にかけてウィーン大学で一般向けに講義を行った。本書はその講義の内容が編集をへて収録されている。第1部「錯誤行為」、第2部「夢」、第3部「神経症総論」、そして精神分析入門の続編で構成されている。
フロイトは精神分析の研究を講義するために錯誤行為の知見を導入する。錯誤行為とは意図した行為とは異なる行為を行ってしまうことである。この現象を説明するためにフロイトは心理における葛藤のモデルを用いて錯誤の原因を明らかにしようとする。錯誤行為を心的行為であると把握すれば、錯誤行為は二つの意図の葛藤の表出であると考えられる。つまり何かをしようとする意図が存在するにもかかわらず、それを抑圧することが錯誤行為を行う不可欠の条件である。
フロイトは続いて夢分析を行っている。夢をみる本人の心理には無意識の領域があると考えれば、夢と無意識との関係が問題となる。フロイトは夢を無意識的なものを歪曲した代理物として見なしており、夢を解釈する目的はこの無意識的なものを発見することと定められる。そもそも夢は願望を直接充足させるものであり、同時にそれは歪曲されて表出されるものである。つまり夢は睡眠を妨げる願望を幻覚的な充足により解決する心的作用である。
また神経症についての概説でフロイトは神経症の症状に対して精神分析のアプローチはどのような着眼点を提供するかを論じている。精神医学にとって神経症は患者の無意識が発現したものであり、錯誤行為や夢のように意味があると考える。

## 日本語訳
- 『精神分析入門』、安田徳太郎訳、アルス（上下）、1928年
  - 『精神分析入門』、安田一郎改訳版、角川文庫（全1巻・改版）。新版・角川ソフィア文庫（上下）、2012年
- 『精神分析入門』（上下、続）-『フロイド選集 第1・2・3巻』、丸井清泰訳、続は古澤平作 訳、日本教文社、1952年
  - 『精神分析入門』（上下、続）-『改訂版 フロイド選集 第1・2・3巻』、井村恒郎、馬場謙一 訳、続は古澤平作 訳、日本教文社、1969-70年、のちオンデマンド版
- 『世界の名著 フロイト 精神分析学入門』、懸田克躬 責任編集・訳、中央公論社、1966年
  - 『精神分析学入門』 中公文庫、1973年、改版2019年
    - 別版『精神分析学入門 Ⅰ・Ⅱ』 中公クラシックス、2001年（新宮一成 解説）、電子書籍、2013年
- 『精神分析入門　自伝　世界の大思想 フロイト』、菊盛英夫訳、河出書房新社、1969年、度々新版、のちオンデマンド版
- 『精神分析入門』（正・続）-『フロイト著作集 第1巻』、懸田克躬、井村恒郎、高橋義孝 訳、人文書院、1971年
- 『精神分析入門』、高橋義孝、下坂幸三 訳、新潮文庫（上下）、1977年、改版2010年
- 『精神分析入門講義』-『フロイト全集 第15巻』、高田珠樹、新宮一成、道籏泰三、須藤訓任 訳、岩波書店、2012年
  - 『精神分析入門講義』、岩波文庫（上下）、2023年10月-11月
- 『続・精神分析入門講義』-『フロイト全集 第21巻』、渡邉俊之、道籏泰三、福田覚 訳、岩波書店、2011年

抄訳版
- 『性愛と自我』、金森誠也 編訳、白水社、新版1995年
- 『人はなぜ戦争をするのか　エロスとタナトス』、中山元 訳、光文社古典新訳文庫、2008年